# Jaume Plana Gaya
Jaume Plana Gaya (Reus, 2 de juny de 1879 - Barcelona, 1939) va ser un polític i escriptor català.
Dedicat al comerç a Reus, era col·laborador dels diaris conservadors i monàrquics de la ciutat, afins a la seva ideologia. Va ser alcalde de Reus durant la Dictadura de Primo de Rivera com a dirigent d'Unión Patriótica. Nomenat el març de 1926, al cap de cinc mesos demanava permís per deixar el càrrec al·legant «assumptes personals», cosa que tornaria a fer el 1927. Amb interrupcions, cobertes interinament pel primer tinent d'alcalde, presidirà l'ajuntament fins al març de 1929. Va conrear la poesia, publicant el 1927 Cuando el corazón sintió, amb alguns poemes en català, diversos llibres de narracions, on destaca Un verano en la sierra (1928) i un recull d'articles polítics, Por la Unión Patriótica Nacional (1928). El 1936 es va exiliar a Barcelona, on va estar amagat fins al 1939, any en què va morir.
Les seves restes van ser traslladades a Reus, a petició d'un ple municipal realitzat per l'ajuntament franquista el 2 de novembre de 1939, per a retre-li homenatge.